# Maycon Ferreira
Maycon Ferreira de Almeida (Campo Grande, 1 de março de 1990) é um futebolista paralímpico brasileiro.
Atualmente atua na seleção brasileira de futebol de 7, exclusiva a deficientes intelectuais; na qual representou seu país nos Jogos Olímpicos de Verão de 2016, no Rio de Janeiro.